# Bocks-Riemenzunge
Die Bocks-Riemenzunge (Himantoglossum hircinum), auch Bocksorchis genannt, ist eine auffällige, stattliche Pflanzenart aus der Gattung der Riemenzungen (Himantoglossum) in der Familie der Orchideen (Orchidaceae), die in den wärmeren Gebieten Mitteleuropas vorkommt und in den letzten Jahren eine Ausbreitung ihres Areals erfahren hat.

## Beschreibung

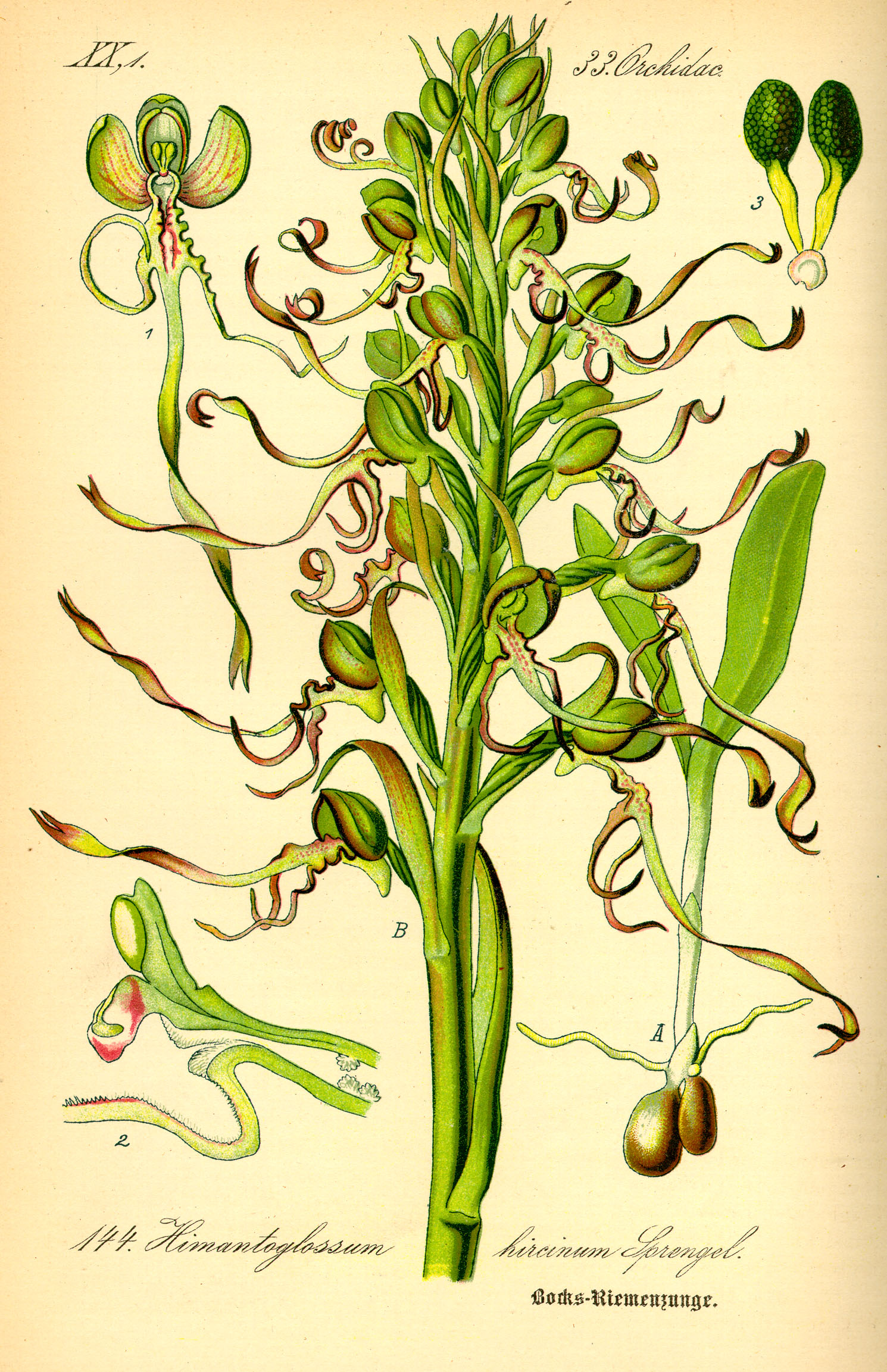
Himantoglossum hircinum
Abbildung in:
Otto Wilhelm Thomé: Flora von Deutschland, Österreich und der Schweiz. Gera 1885

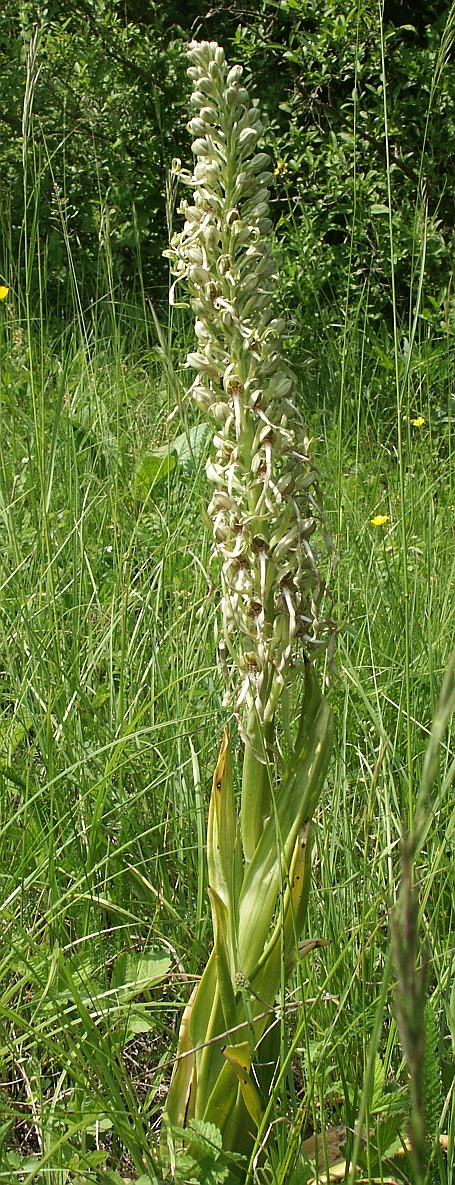
Stattliche Pflanze mit etwa 1 m Höhe

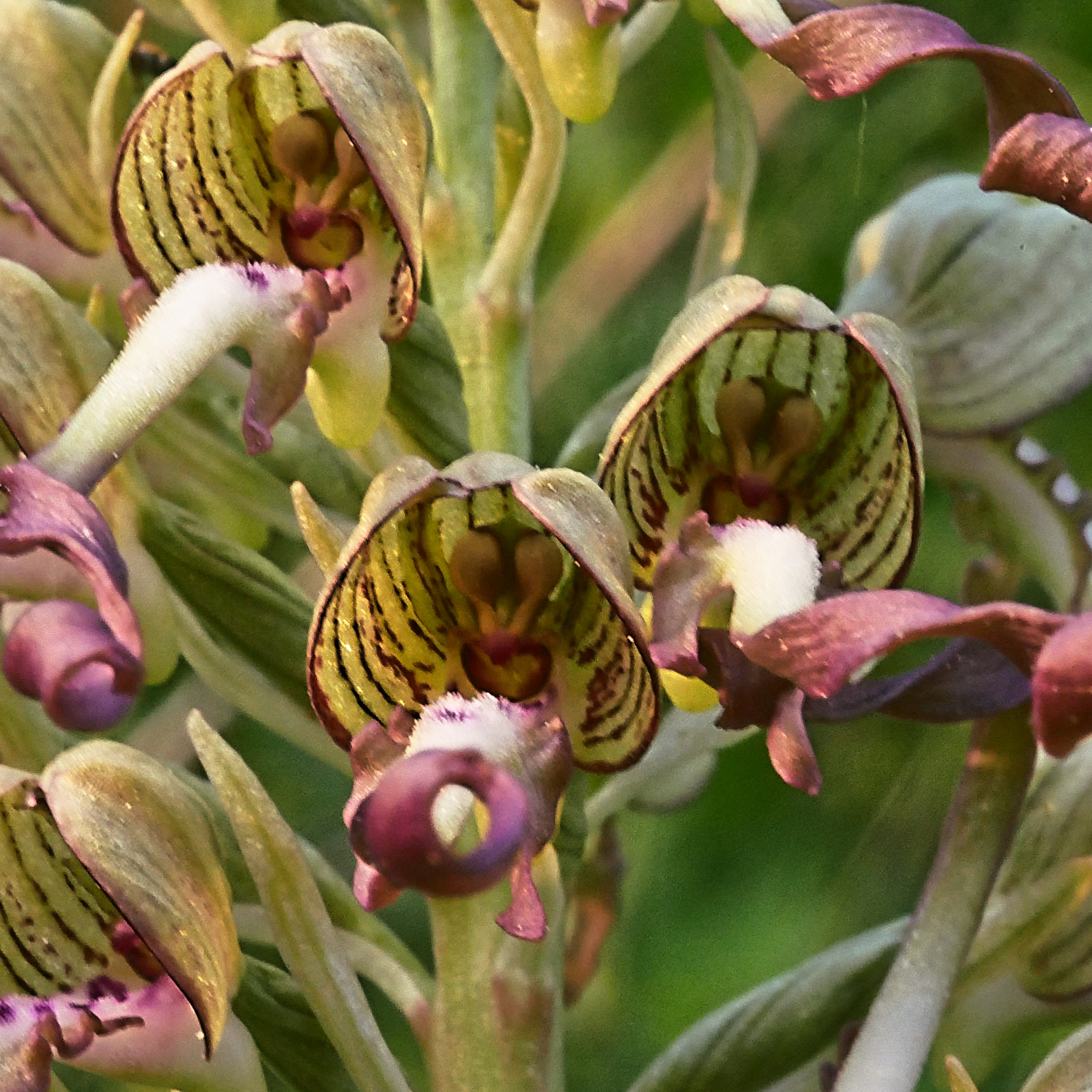
Blüten der Bocks-Riemenzunge

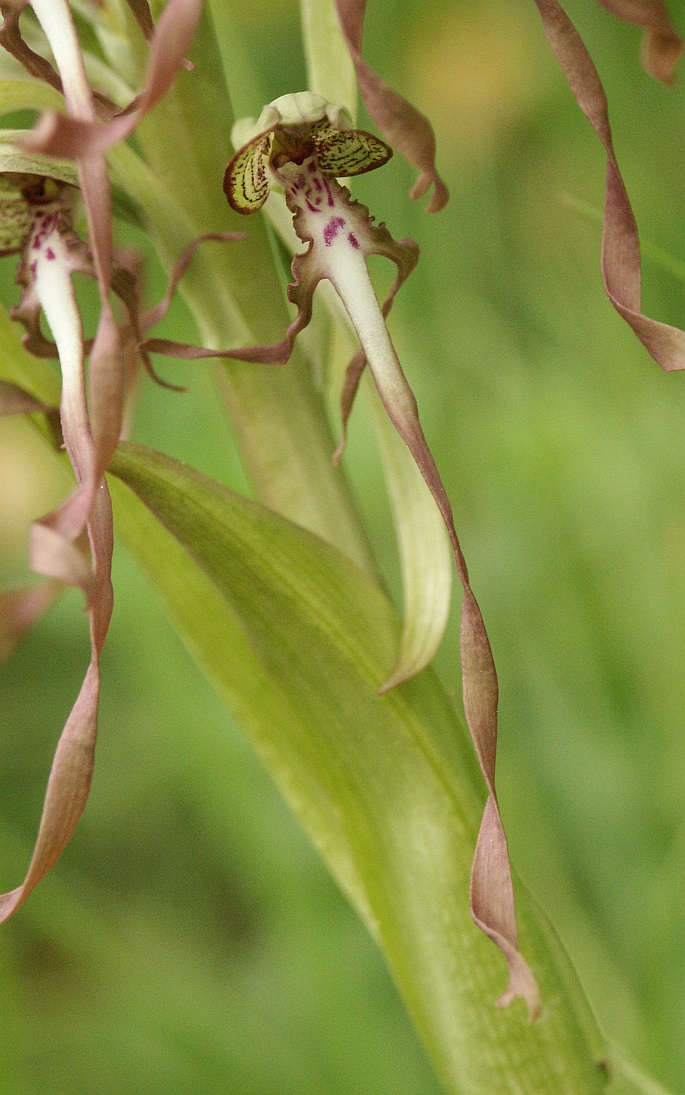
Bocks-Riemenzunge, Ausschnitt aus dem Blütenstand

### Vegetative Merkmale
Die Bocks-Riemenzunge ist eine ausdauernde krautige Pflanze, die Wuchshöhen von 25 bis 100 cm erreicht, sehr kräftige Exemplare liegen auch darüber. Dieser Geophyt bildet als Überdauerungsorgan große, länglich-ovale Knollen. Die Laubblätter sind 7 bis 15 cm lang und etwa 3 bis 5 cm breit. Bereits vor Beginn der Blütezeit beginnen sie zu welken.

### Generative Merkmale
Der Blütenstand ist reichblütig, bei größeren Pflanzen können es bis zu über 100 Blüten sein. Die Blüten riechen stark nach Ziegenbock. Die äußeren und inneren Blütenhüllblätter sind zu einem Helm zusammengeneigt mit einer grünlich bis bräunlich weißen Farbe. Die Lippe ist dreilappig, am Rand gewellt und an der Basis weißlichgrün mit roten Punkten versehen. Der mittlere Lappen ist 3 bis 6 cm lang, grün bis braun gefärbt. In der geschlossenen Blüte ist er eingerollt oder gefaltet. Nach dem Aufblühen ist er zunächst spiralig gedreht und später nur noch leicht verdreht. Die Spitze ist mehr oder weniger tief gespalten. Die Seitenlappen sind 10 bis 15 mm lang.

### Chromosomenzahl
Die Bocks-Riemenzunge besitzt einen diploiden Chromosomensatz mit einer Chromosomenzahl von 2n = 36.

### Unterschiede zu ähnlichen Arten
Die Bocks-Riemenzunge unterscheidet sich von der seltenen Adria-Riemenzunge (Himantoglossum adriaticum) durch folgende Merkmale: Der Mittellappen der Lippe vorn ist nur bis 3,5 Millimeter tief gespalten; die Tragblätter sind doppelt so lang wie der Fruchtknoten; der Blütenstand ist dicht mit 40 bis 120 Blüten besetzt, die stark riechen. Bei der Adria-Riemenzunge ist der Mittellappen 5 bis 18 Millimeter tief gespalten, die Tragblätter sind etwas länger als der Fruchtknoten und der Blütenstand ist locker und nur mit 15 bis 50 kaum riechenden Blüten besetzt.

## Ökologie
Die Pflanzen sind generell nicht sehr langlebig. Je kräftiger die Pflanze, desto wahrscheinlicher ist es, dass sie im folgenden Herbst nicht mehr oder nur noch sehr schwach erscheint. Sie kann ein bis vier Mal, in seltenen Fällen fünf Mal blühen, bevor sie ihre Energiereserven so weit aufgebraucht hat, dass sie eingeht. Die Anzahl der blühenden Pflanzen schwankt an ihren Standorten von Jahr zu Jahr mehr oder weniger stark.
Der Blattaustrieb erfolgt zwischen Ende des Sommers und Beginn des Herbstes und ist bis zum Winter bereits weitgehend abgeschlossen. Diese Eigenschaft ist auf die Herkunft aus den Gebieten Europas mit mediterranem Klima zurückzuführen. Starker Frost führt gelegentlich zu Blattnekrosen, die aber in der Regel der Pflanze nicht schaden, wenn sie kleinflächig bleiben.
Die Pollenmassen der Blüten sind durch gelbliche Stielchen mit der gemeinsamen Klebdrüse verbunden. Bestäuber sind Wildbienen. Die Blütezeit beginnt je nach Klima im mittleren Europa in warmen Jahren wie dem Jahr 2003 bereits Anfang Mai. In der Regel beginnt sie Mitte Mai und endet Mitte bis Ende Juni.
Die Früchte sind Kapseln. Die Samen verbreiten sich als Körnchenflieger. Der Orchideensame hat keinerlei Nährgewebe zur Verfügung. Die Keimung erfolgt daher nur bei Infektion durch einen Wurzelpilz (siehe: Mykorrhiza). Trotz der Größe und Masse der Pflanze ist der Zeitraum vom ersten, zierlichen Laubblatt bis zur erwachsenen, blühreifen Pflanze relativ kurz im Vergleich zu kleineren Orchideen. Fruchtreife ist ab August.

## Vorkommen

### Verbreitung
Allgemein

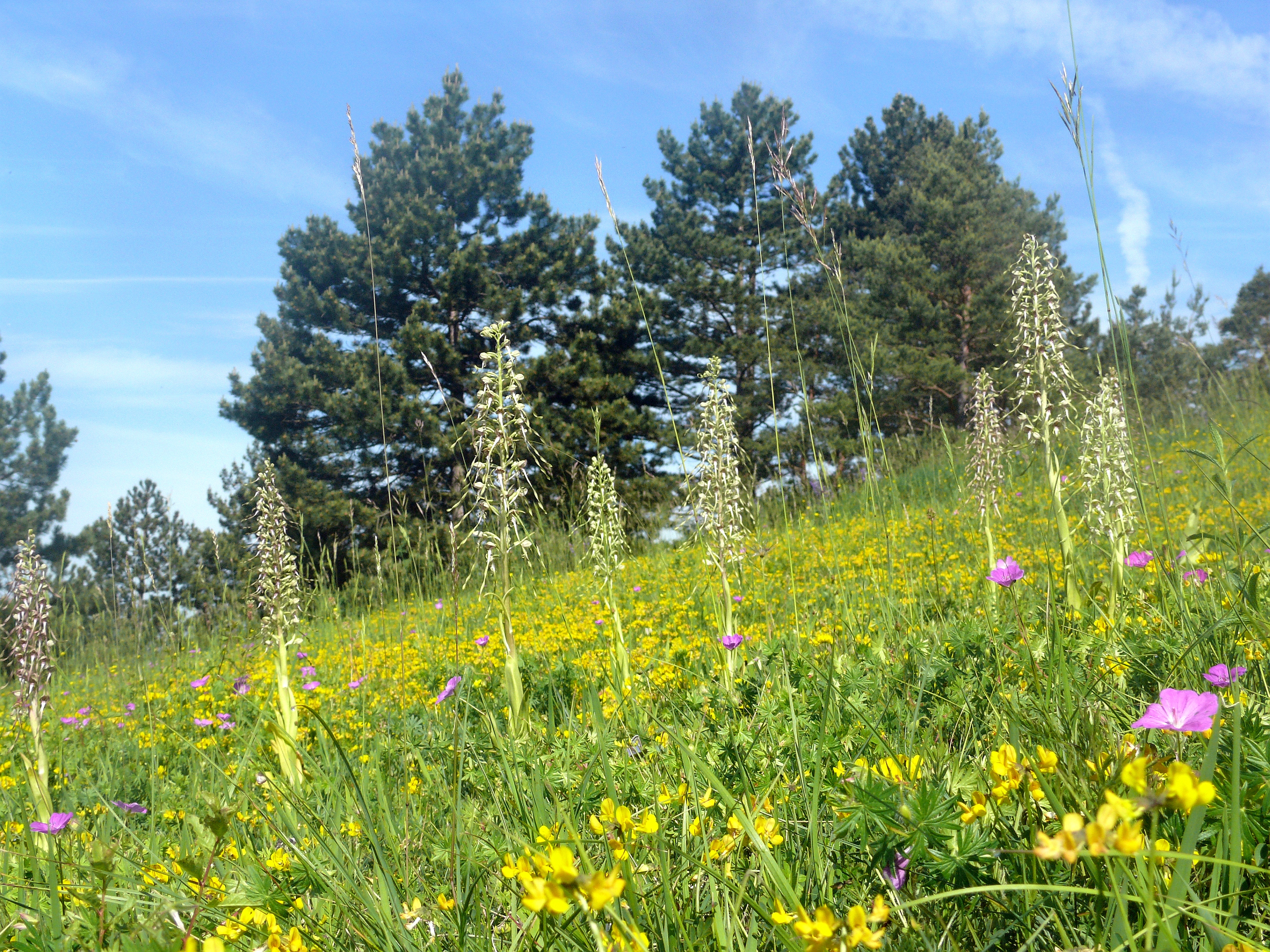
Am Standort: Halbtrockenrasen im Bauland im Nordosten Baden-Württembergs

Die Bocks-Riemenzunge ist vom westlichen Mittelmeergebiet bis Mitteleuropa verbreitet, stellenweise ist sie selten, kann aber auch sehr zahlreich auftreten. Sie ist ein Florenelement der west- und zentral-mediterranen, west-submediterranen, süd- und mittel-atlantischen, süd-subatlantischen und süd-zentraleuropäischen Florenzonen. In Europa kommt die Art in Spanien, Frankreich, Großbritannien, Deutschland, Belgien, Luxemburg, in den Niederlanden, in der Schweiz, in Österreich, Italien, in der früheren Tschechoslowakei, in Ungarn, im früheren Jugoslawien, in Rumänien, Bulgarien, Griechenland und im europäischen Teil der Türkei vor. Nach Baumann und Künkele hat die Art in den Alpenländern folgende Höhengrenzen: Deutschland 110–890 Meter, Frankreich 0–1600 Meter, Schweiz 260–815 Meter, Italien 75–1880 Meter. In Europa steigt sie in Sizilien bis 1880 Meter Meereshöhe auf, in Marokko bis 1800 Meter.

#### Deutschland
In Deutschland kommt die Bocks-Riemenzunge hauptsächlich in Baden-Württemberg, Rheinland-Pfalz, Saarland und Nordbayern vor. Wenige Standorte gibt es in Hessen, Thüringen, Südniedersachsen und Sachsen-Anhalt. Die Art breitet sich langsam, aber stetig nach Norden aus. Sie erreicht mit der Linie Nordeifel-Thüringen etwa die Nordgrenze ihres Areals. In Mitteleuropa ist sie sehr selten, sie kommt an ihren Fundorten aber meist in lockeren, kleineren Beständen vor. Im Gebirge steigt sie kaum über 800 m auf.

#### Schweiz
In der Schweiz ist die Bocks-Riemenzunge vom Bodensee entlang des Rheins, weiter bis zum Neuenburgersee und Genfersee mit Lücken verbreitet. Von dort kommend hat sie sich das Rhonetal hinauf an sehr wenigen Fundorten ausgebreitet.

### Standorte
Bevorzugt werden Trockenrasen, Magerrasen, Streuobstwiesen an mehr oder weniger steil abfallenden Hängen mit Ausrichtung nach Westen, Süden oder Osten. Auch auf nicht gepflegten, nicht zu stark verbuschten Flächen ist sie zu finden. Gelegentlich wächst sie auch in dichtem, aber lichtem Gebüsch mit moosigem Boden. Sie kann auch schnell in aufgelassenen Weinbergen Fuß fassen, die noch einen ruderalen Charakter aufweisen und deren Böden aber dennoch genügend stickstoffarm sind. Auch in naturnahen Gärten kommt sie vor.
Die Bocks-Riemenzunge braucht kalkreichen, sehr lockeren und daher oft steinigen Lehmboden. Sie kommt nur in Gegenden mit mildem Klima vor, in denen Spätfröste selten sind.

#### Pflanzengesellschaften
- Verband der Halbtrockenrasen (Mesobromion)
- Verband der Blutstorchschnabelsäume (Geranion sanguinei).

## Naturschutz und Gefährdung
Schutzstatus:
Die Art ist in Deutschland durch die BArtSchV besonders geschützt.

### Rote Listen
RL Sachsen-Anhalt: 1, Thüringen: 2, Hessen: 2, Rheinland-Pfalz: 3, Bayern: 2, Saarland: 2
Seit den 1990er Jahren wird eine verstärkte Ausbreitung dieser Art beobachtet. Der Grund ist die globale Erwärmung. Sie hat in Gebieten, in denen die Winter vormals zu streng waren, nun geeignetere klimatische Bedingungen geschaffen. Dort wurden zwar in der Vergangenheit schon vereinzelt Pflanzen beobachtet, die aber meist wieder verschwanden und keine stabilen Populationen aufbauen konnten. Sehr kalte, schneearme Winter können die Vorkommen in den Randgebieten ihres Verbreitungsgebiets wieder schrumpfen lassen.
Aktuell befindet sich die Art nicht auf der bundesweiten Roten-Liste. Auch in Baden-Württemberg ist sie als ungefährdet eingestuft.

### Orchidee des Jahres
Um die Öffentlichkeit auf ihre Schutzwürdigkeit hinzuweisen, wurde die Bocks-Riemenzunge von den Arbeitskreisen Heimische Orchideen (AHO) im Jahr 1999 zur „Orchidee des Jahres“ gewählt.

## Taxonomie
Der gültige Name ist Himantoglossum hircinum (L.) Spreng. Carl von Linné beschrieb sie 1753 in Species Plantarum Tomus II, S. 944 unter dem Basionym Satyrium hircinum L. Die Art wurde von Kurt Sprengel in Systema vegetabilium [Caroli Linnaei ... ] ed. 16, Band 3, S. 694 als Himantoglossum hircinum (L.) Spreng. in die Gattung Himantoglossum gestellt. Satyrium ist heute der Gattungsname einer hauptsächlich im südlichen Afrika vorkommenden Orchidee.

### Synonyme
Es existieren folgende Synonyme:
- Satyrium hircinum (L.)
- Orchis hircina (L.) Crantz
- Loroglossum hircinum (L.) Rich.
- Aceras hircinum (L.) Lindl.

### Unterarten
Verschiedene Arten der Riemenzungen wurden in der Vergangenheit als Unterarten zu dieser Art gezählt, mittlerweile haben diese ihren eigenen Artstatus.

### Etymologie
Der Name Himantoglossum leitet sich ab von den griechischen Wörtern ίμάς himas = Riemen, γλώσσα glossa = Zunge und hircinum vom lateinischen hircus = Ziegenbock.
Der deutsche Name bedeutet im Grunde nichts anderes als der botanische Name: Nach Bock stinkende Riemenzunge. Darüber hinaus bestehen bzw. bestanden die Bezeichnungen: Bocksgeil (Elsass), Bockshödlein (Elsass) und Geilwurz (Elsass).

## Bildergalerie

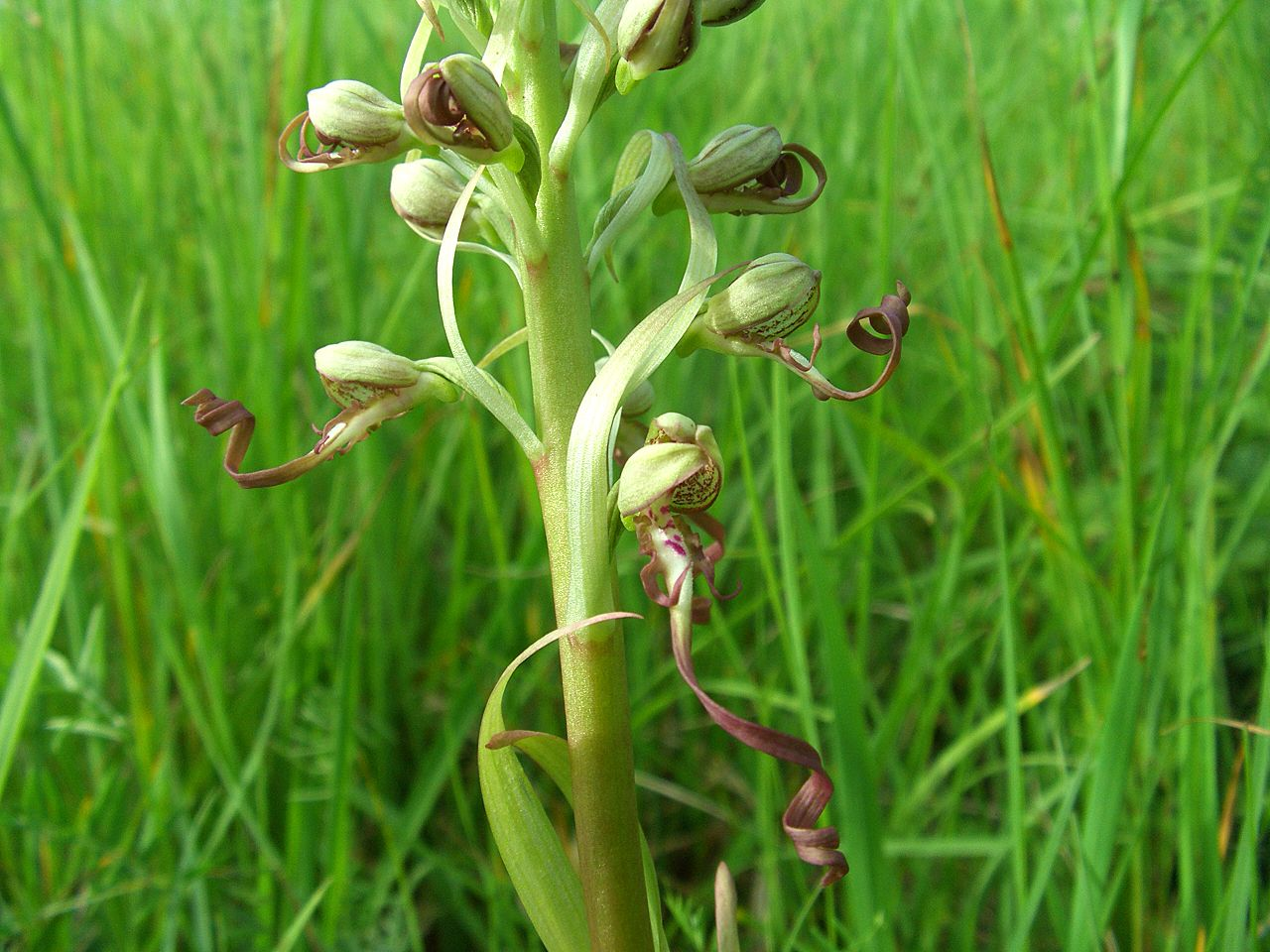
Blüten unterschiedlich geöffnet
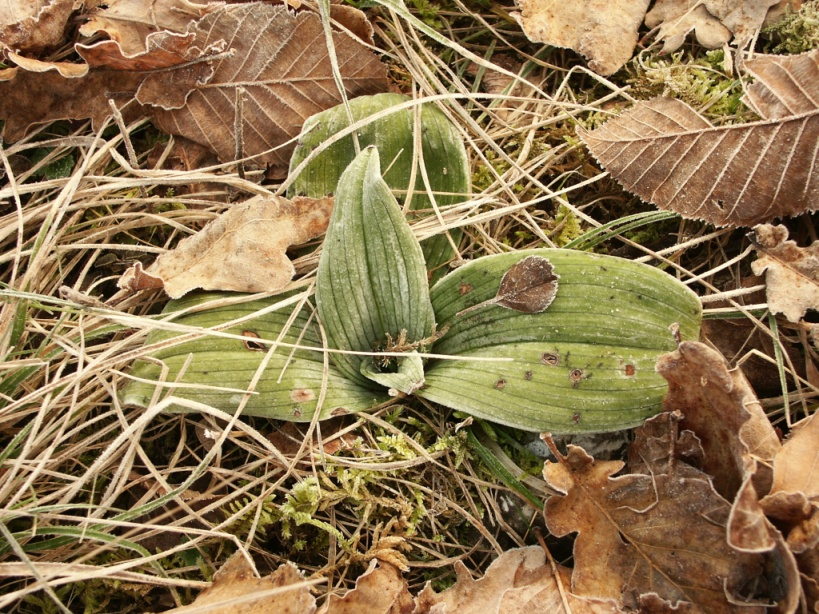
Gefrorene Blattrosette im Winter
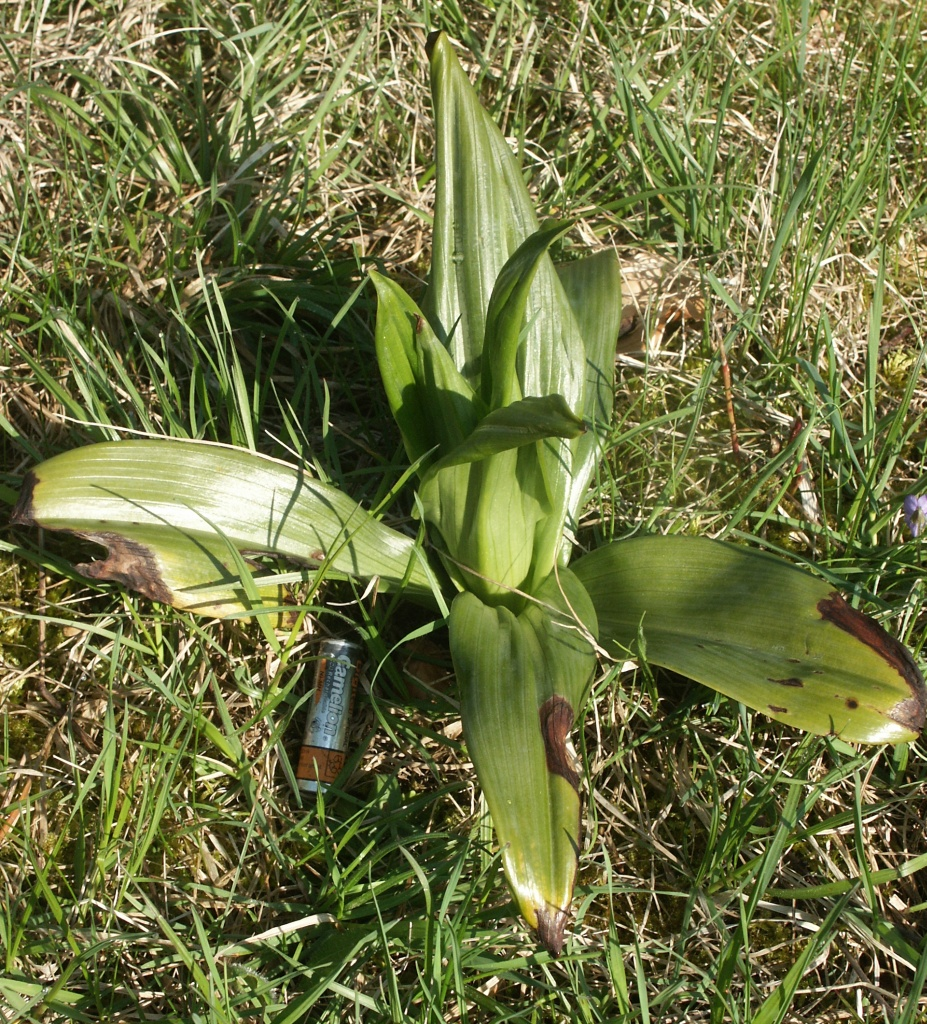
Besonders kräftige, hochtreibende Pflanze
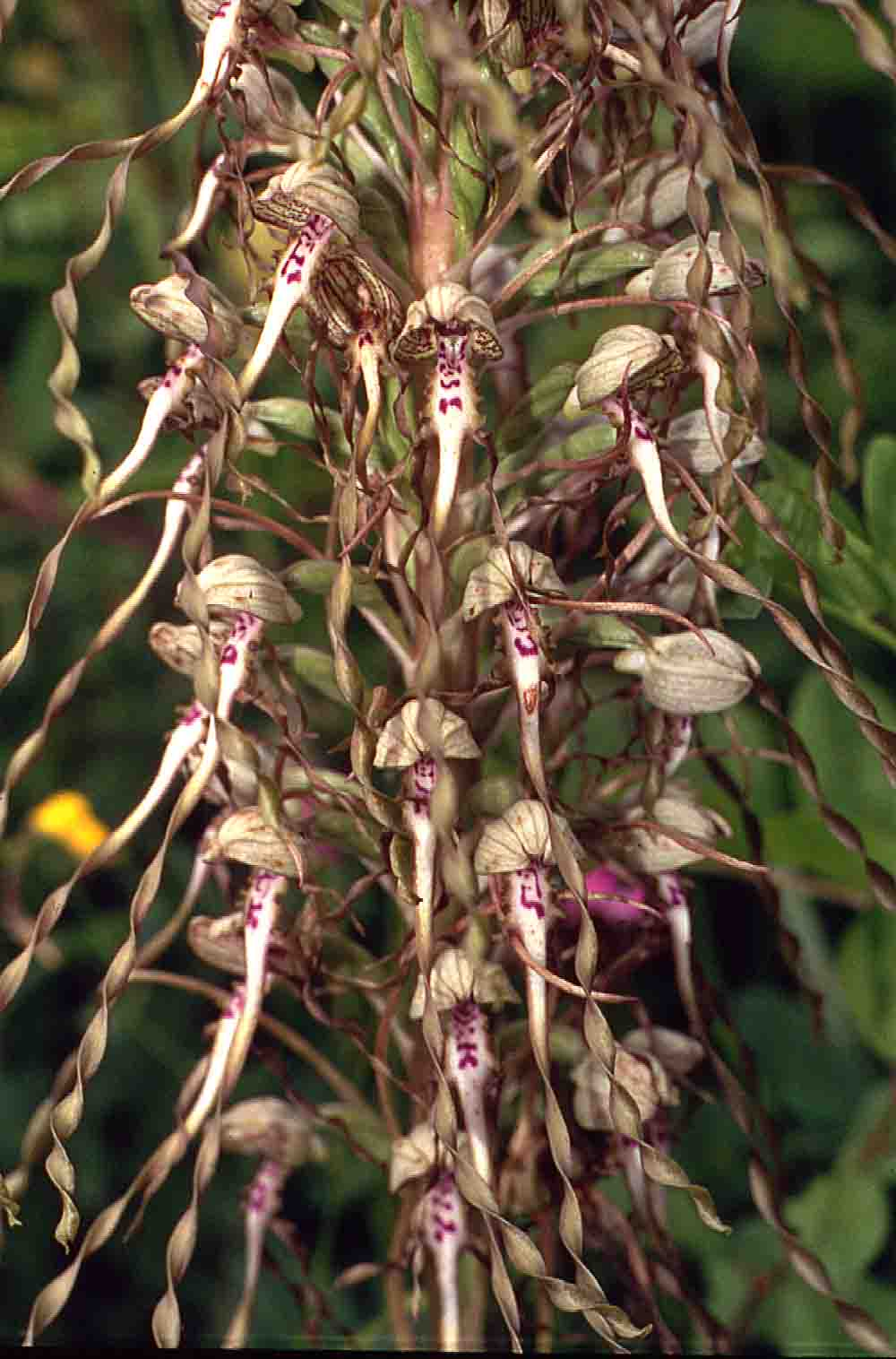
Blütenstand in Hochblüte, 12. Juni 1999 in Thüringen
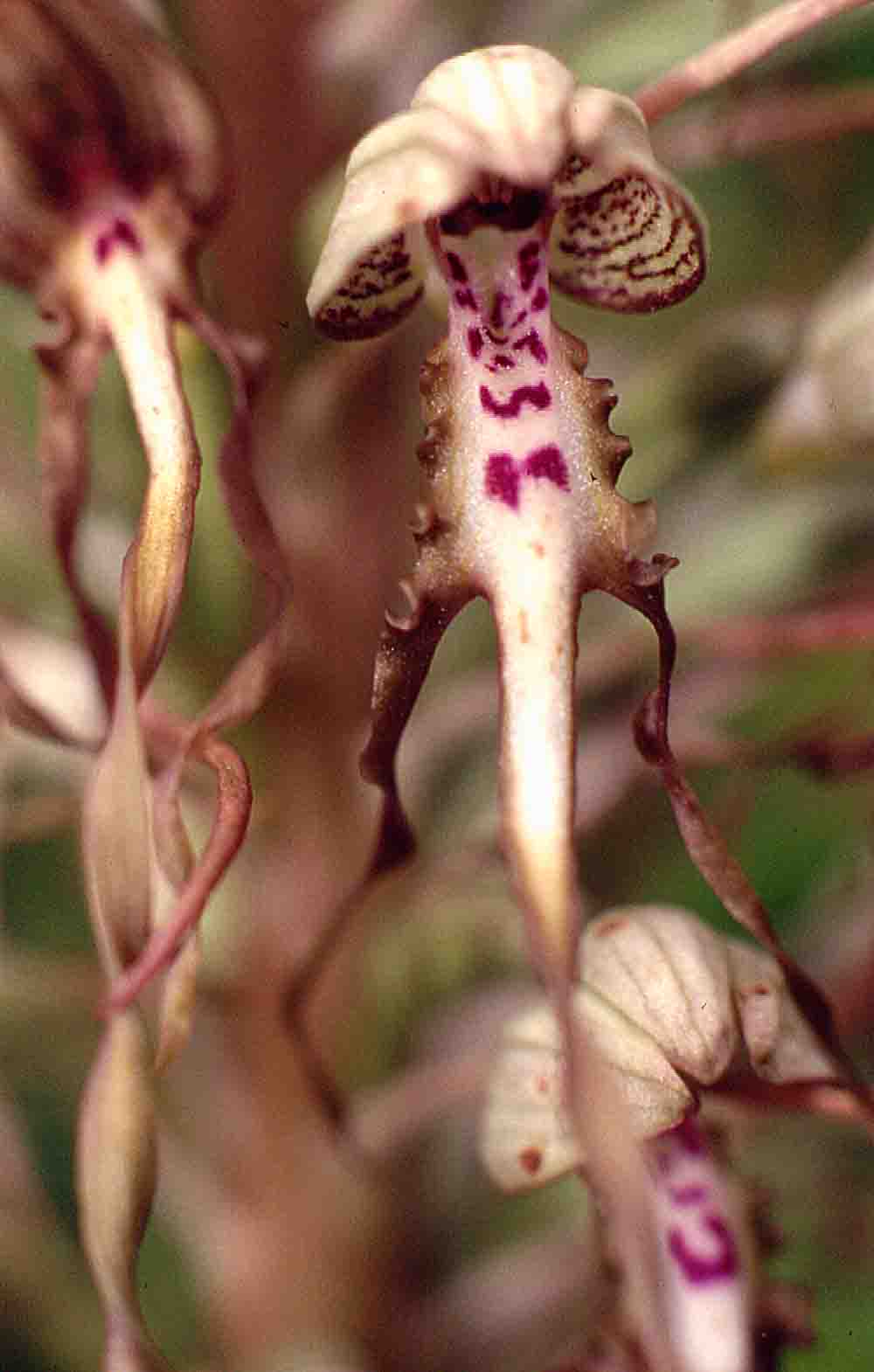
Einzelblüte, 12. Juni 1999, Thüringen

### Verbreitungskarten
- Bocks-Riemenzunge. auf FloraWeb.de
- Himantoglossum hircinum (L.) Spreng. In: Info Flora, dem nationalen Daten- und Informationszentrum der Schweizer Flora.
- Deutschland
- AGEO Schweiz

### Regionale Links
- Die Orchideen der Rhön Himantoglossum hircinum, Bocks-Riemenzunge
- orchis.de Himantoglossum hircinum
- AGEO (Schweiz) Himantoglossum hircinum
- Die Orchideen Deutschlands Himantoglossum hircinum